# 252 km (Moskwa)
252 km (ros. 252 км) – przystanek kolejowy w miejscowości Moskwa, w Rosji. Położony jest na Wielkim Pierścieniu Kolei Moskiewskiej.
W pobliżu znajdują się osiedla dacz.